# Роберт Хартинг
Роберт Хартинг (Котбус, 18. октобар 1984) је немачки бацач диска, олимпијски, двоструки светски и европски шампион.
Први велики успех је постигао на јуниорском првенству света 2001. године, на којем је заузео друго место. На следећим великим такмичењима није остварио посебне успехе, док је на првенству света за младе сениоре 2005. освојио златну медаљу.
Прву медаљу на светским првенствима је освојио на првенству 2007. у Осаки, заузевши друго место. Већ две године касније, на првенству света у Берлину, обрадовао је домаћу публику са освојеном златном медаљом, а титулу је одбранио и на следећем првенству у јужнокорејском Тегуу.
Хартинг је досада два пута учествовао на олимпијским играма. На играма у Пекингу је био на корак до освајања медаље. Заузео је четврту позицију, док је на играма у Лондону постао олимпијски победник са пребачених 68,27 м.
Поред титула светског првака освојио је и сребрну медаљу на Европском првенству 2010. у Барселони, златну на Европском првенству 2012. у Хелсинкију и златну на Европском првенству 2014. у Цириху 2014.
Његов лични рекорд износи 70,66 м и постигнут је 22. маја 2012. у Турнову.
Након што је схватио да ће освојити олимпијску медаљу почео је да слави. Славље се састојало од цепања дреса на грудима, скакања и трчања почасног круга са препонама, огрнут заставом, пред камерама и 80.000 гледалаца на стадиону у Лондону (2012).. По томе је постао препознатљив.
Године 2014. од Међународне атлетске федерације (ИААФ) је тражио да га избрише са листе кандидата за избор атлетичара године, не желећи да се његово име нађе на истој листи са америчким спринтером Џастином Гетлином, који је од 2006. до 2010. био суспендован због допинга.

## Значајнији резултати
| Година | Такмичење                                | Место                          | Пласман      | Резултат |
| ------ | ---------------------------------------- | ------------------------------ | ------------ | -------- |
| 2001   | Светско првенство за млађе јуниоре       | Дебрецин, Мађарска             |              | 62,04    |
| 2002   | Светско првенство за јуниоре             | Кингстон, Јамајка              | 13 (1,750кг) | 56,23    |
| 2005   | Зимски куп Европе                        | Мерсин , Турска                |              | 57,52    |
| 2005   | Европско првенство за млађе сениоре U-23 | Ерфурт, Немачка                |              | 64,50    |
| 2006   | Зимски куп Европе                        | Тел Авив. Израел               | 9.           | 58,73    |
| 2006   | Европско првенство                       | Гетеборг, Шведска              | 13.          | 59,87    |
| 2007   | Зимски куп Европе                        | Јалта, Украјина                | 7.           | 58,12    |
| 2007   | Светско првенство                        | Осака, Јапан                   |              | 66,68    |
| 2007   | Светско финале                           | Штутгарт, Немачка              | 4.           | 65,25    |
| 2008   | Зимски куп Европе                        | Сплит, Хрватска                |              | 64,34    |
| 2008   | Олимпијске игре                          | Пекинг, Кина                   | 4.           | 67,09    |
| 2008   | Светско финале                           | Штутгарт, Немачка              |              | 65,76    |
| 2009   | Суперлига екипног првенства у атлетици   | Леирија. Португалија           | 2.           | 65,40    |
| 2009   | Светско првенство                        | Берлин, Немачка                |              | 69,43    |
| 2009   | Светско финале                           | Солун Грчка                    |              | 66,37    |
| 2010   | Суперлига екипног првенства у атлетици   | Берген, Норвешка               | 1.           | 66,80    |
| 2010   | Европско првенство                       | Барселона, Шпанија             |              | 68,47    |
| 2010   | Континентални куп                        | Сплит, Хрватска                | 1.           | 66,85    |
| 2011   | Суперлига екипног првенства у атлетици   | Стокхолм, Шведска              | 1.           | 65,63    |
| 2011   | Светско првенство                        | Тегу, Јужна Кореја             |              | 68,97    |
| 2012   | Европско првенство                       | Хелсинки, Финска               |              | 68,30    |
| 2012   | Олимпијске игре                          | Лондон, Уједињено Краљевство   |              | 68,27    |
| 2013   | Суперлига екипног првенства у атлетици   | Гејтсхед, Уједињено Краљевство | 1.           | 64,25    |
| 2013   | Светско првенство                        | Москва, Русија                 |              | 69,11    |
| 2014   | Европско првенство                       | Цирих, Швајцарска              |              | 66,07    |